# Edberg
Edberg es un pueblo canadiense situado en la provincia de Alberta.

## Superficie
Edberg tiene una superficie de 0,35 km².

## Demografía
En 2021, tenía 126 habitantes, una densidad poblacional de 356,1 hab./km², y 67 viviendas.